# Acordulecera dorsalis
Acordulecera dorsalis – gatunek błonkówki z podrzędu rośliniarek i rodziny Pergidae.

## Taksonomia
Gatunek ten został opisany przez Thomasa Say'a w 1836 roku. Jako miejsce typowe podał on stan Indiana w USA. Holotyp zaginął. W XIX i na początku XX wieku był on wielokrotnie opisywany pod różnymi nazwami. Prawdopodobnie pod nazwą Acordulecera dorsalis funkcjonuje kilka odrębnych gatunków, jednak ich taksonomia nie jest jeszcze poznana.

## Zasięg występowania
Wschodnia część Ameryki Północnej, występuje w południowo-wschodniej Kanadzie (Quebec i Ontario), wschodniej części USA po Nebraskę, Kolorado i Teksas na zachodzie oraz w Meksyku.

## Biologia i ekologia
Żeruje na drzewach z rodzajów dąb (m.in. dębie białym, czerwonym, i barwierskim) oraz kasztan z rodziny bukowatych a także orzesznik (m.in. orzeszniku gorzkim, pięciolistkowym i nagim) oraz orzech z rodziny orzechowatych.
Larwy żerują na spodniej stronie liścia. Gdy są zaniepokojone, unoszą odwłok. Ich żerowanie na orzesznikach może powodować znaczne uszkodzenia roślin żywicielskich.  Przepoczwarczenie następuje w ziemi.